# 李丽妃 (明仁宗)
悼僖麗妃，亦稱為李麗妃（？—1421年前），名字及出身均不詳，原為明朝明仁宗朱高熾太子時期的庶妃，早逝，明仁宗登基之後被追封為麗妃。

## 生平
根據《明仁宗昭皇帝實錄》的記載，永樂二十二年十月二十一日（1424年11月11日），剛即位的明仁宗追封「故妃李氏」為麗妃，麗妃冊文曰：
 朕纘承大寶，統御萬邦，篤敘彛倫，咸親九族，眷懷宮壺之內。在昔妃嬪之賢，其善行有稱，而長往不復者，恩榮之命，何間幽明？咨故妃李氏，自先朝之臨御，選嬪朕于春宮，効其勞勤，兼載德羙，亡歿已久，悼念弗忘。今追封爾為麗妃，賜謚悼僖。於戲！服以華躬，庶慰九原之下；號以昭行，用揚永世之聞。靈爽有知，服茲寵命。
由此可知，李氏在明成祖朱棣治理國政時，被挑選入東宮，以侍妾身份服侍當時尚為太子的明仁宗。她效力勤勉，德行美好，雖然去世已久，明仁宗仍然悼念她，因此即位之後便追封她為麗妃，並賜予二字謚號「悼僖」，稱李氏為悼僖麗妃。
李麗妃的具體葬地目前尚不明確，僅知在南京，因為洪熙元年八月，剛即位的明宣宗朱瞻基曾經派遣鄭王祭告明孝陵（明太祖朱元璋陵）、懿文陵（懿文太子朱標陵）、貞靜順妃張氏及悼僖麗妃李氏的享堂。此外，與李氏同一日被追封為順妃的張氏，其墳所位於「南京牛首山」，因此李麗妃的墳所可能在江蘇省南京市牛首山一帶。
據考證，李麗妃墓在南京吉山之東北。《江寧縣志》（明萬曆二十六年刻本）記「張賢妃墓在牛首之東，高廟時妃謚恭靖順妃，荆憲王之母也。李順妃墓在吉山之東北，亦同時謚悼熙麗妃，咸以時祀」。此處之李順妃應為悼僖麗妃李氏之誤記。明代文人顧起元所寫的《客座贅語》，稱南京牛首山東側之觀音山是荊憲王生母貞靜順妃張氏的墳墓，而吉山東側之南山則是悼僖麗妃李氏的墳墓，兩位都是明仁宗之妃，朝廷每年會派人祭祀六次。兩座墳墓周邊的山林環境幽美宜人，悼僖麗妃享堂前面有一棵大桂樹，翠綠如天邊垂雲，格外奇特壯觀。除此之外，有學者認為在2006年被公布為南京市文物保護單位的吉山明代失考墓，並非屬於李麗妃，因為早年《南京市文物古蹟普查表》關於張順妃墓的記錄中，除了綠琉璃瓦建築構件之外，並未提及墓上有神道石刻的孑遺，因此如果張順妃之墓未置神道石刻，李麗妃之墓也不會例外。